# Магіпала (Томар)
Магіпала (д/н — бл. 1128) — магараджахіраджа Гаріяни близько 1105—1128 роках.

## Життєпис
Походив з династії Томар. Син магараджи Віджаяпали. Спадкував трон 1105 року. Середньовічні дослідники вказували на його панування на 100 років раніше, що сучасні дослідження не підтверджують.
Практично з самого початку вимушен був протистояти нападам газневідського султана Масуда III, який у 1110—1112 роках зумів завдати суттєвих поразок військам Томар. Це прискорило занепад держави. Ситуація змінилася після 1115 року, коли за смертю Масуда III серед газневідів почалася нова боротьба за владу.
За цим послідувало протистояння з Чаухан і Гаґавадалів, що ще більше погіршило становище. Ймовірно в цей час відбувається економічний занепад, що відбилося в припиненні карбуванні золотих монет та зменшення вміста в срібних монетах. Випускав також білони (зі срібла та бронзи), де більше 2/3 припадало на бронзу. Також припускають, що був засновником міста Магілапури (сьогодні село в Нью-Делі).
Помер 1128 року. Йому спадкував син Акрпала.